# نیکول دالنگنگر
نیکول آن بِل (به انگلیسی: Nicole Ann Bell؛ زادهٔ ۸ سپتامبر ۱۹۹۱) که به‌طور حرفه‌ای با نام نیکول دالنگنگر (به انگلیسی: Nicole Dollanganger) شناخته می‌شود، خواننده-ترانه‌پرداز آمریکایی-کانادایی می‌باشد. موسیقی دالنگنگر معمولاً با سبک صدا و آواز نازک و زنانه، سازهای مینیمالیستی و مضامین غنایی که جنایت واقعی، خشونت، جنسی و عاشقانه بخش بزرگی از آن‌ها را شکل می‌دهند، قابل شناسایی است. موسیقی او «لو-فای»، «اتمفسریک» و «فولک»، توصیف شده و با سبک‌های موسیقی فولک، فولک پاپ، بدروم پاپ، اسلوکور و دریم پاپ همراه می‌باشد.
رولینگ استون در سال ۲۰۱۵ در مقالهٔ «۱۰ هنرمند جدید که باید بشناسید» از دالنگنگر نام برد و می‌گفت «ترانه‌های گوتیک فولک» او «ماکابر کابوس‌های میلنیالی هستند که با مسکن دریم پاپ نرم و ملایم شده‌اند و طنین‌انداز جعبهٔ موسیقی تابوتی‌شکلی هستند» و «همان‌اندازه که زیبا هستند وحشی نیز هستند». بیشتر انتشارات دالنگنگر تنها به‌طور دیجیتالی عرضه شده‌اند و اکثریت آن‌ها در وهلهٔ نخست توسط خود دالنگنگر در وبگاه موسیقی بندکمپ در دسترس قرار گرفته بوده‌اند. نام هنری وی از مجموعه رمان‌های سری دالنگنگر به‌قلم وی سی اندروز می‌آید.

## اوایل زندگی
دالنگنگر در ۸ سپتامبر سال ۱۹۹۱ در اسکاربرو چشم بر جهان گشود اسکاربرو از مناطق حومه‌ای در تورنتو، انتاریو در کانادا می‌باشد. دالنگنگر بیشتر سال‌های زندگی خود را بین ویت چرچ-استوویل، انتاریو و جنوب غربی فلوریدا در ایالات متحده آمریکا گذرانده است. دالنگنگر دربارهٔ موسیقی‌دانانی که در دوران کودکی خود پدرش به آن‌ها گوش می‌کرده صحبت کرده که از بین آنان می‌توان به خوانندگان آمریکایی کانتری بابی لی جنتری و تمی وینت اشاره کرد؛ این دو خواننده تأثیر و نفوذ بسیار زیادی بر روی سبک موسیقایی دالنگنگر داشته اند.

## حرفه

### ۲۰۱۰–۲۰۱۴: آغاز حرفه
دالنگنگر کار خود را در سال ۲۰۱۰ با نوشتن، تهیه و ضبط کردن موسیقی آغاز کرد. وی ترانه‌ها و کاورهایش را در اتاق خواب و حمام با نرم‌افزار گاراژبند همراه‌با مک‌بوک خود ضبط می‌کرد. دالنگنگر در سال ۲۰۱۱ شروع به ارسال موسیقی و نیز آثار هنری بصری خود در تامبلر، مای‌اسپیس و بندکمپ کرد. تعداد زیادی از ترانه‌هایی که وی در این بازه زمانی پست می‌کرد بعدها در نخستین آلبوم استودیویی وی تحت عنوان شیر دلمه‌شده (۲۰۱۲) قرار گرفتند.
شیر دلمه‌شده توسط خود دالنگنگر به‌صورت آنلاین در ۱۳ ژوئیهٔ سال ۲۰۱۲ منتشر شد؛ نویسندگی، تهیه‌کنندگی و ضبط شیر دلمه‌شده را تماماً دالنگنگر بین سال ۲۰۱۰ تا اوایل ۲۰۱۲ انجام داده‌است همچنین اثرهنری‌ای که جای جلد آلبوم را در بر گرفته (و نیز دو جلد دیگر متناوب آلبوم) را خودش طراحی نموده‌است. وی مدت کوتاهی پس از انتشار شیر دلمه‌شده به‌دلیل دست و پنجه نرم کردن با بی‌اشتهایی عصبی، بی‌اشتهایی ورزشی و پرخوری عصبی در بیمارستان بستری شد و پس از گذراندن این دوره به مدت یک سال به وی استراحت مطلق تجویز شد وی در این بازه زمانی از دانشگاهٔ رایرسون که در آنجا در حال خواندن رشتهٔ فیلم می‌بود، ترک تحصیل کرد. دالنگنگر طی یک مصاحبه‌ای که در سال ۲۰۱۴ داشت درمورد تأثیرات این تجربه بر موسیقی و زندگی خود می‌گفت.
«خلقت [شیر دلمه‌شده] مصادف با بیماری‌ای بود که من باهاش میجنگیدم و درست پس از اینکه منتشرش کردم به مدت یک سال در تخت استراحت می‌کردم و از دنیا کاملاً طرد شده بودم. احتمالاً تعداد بارهایی که از خانه بیرون می‌رفتم انگشت شمار بوده‌اند و می‌توانم با انگشتانم حساب کنم. و پس از آن دوره من تبدیل به فردی کاملاً متفاوت شده بودم و همه‌چیز در زندگی‌ام تغییر و تحول پیدا کرده بود از این لحاظ که فکر می‌کنم آن موقع اولین باری بود که به نوعی به خودم آمدم»
دالنگنگر به خلق و تولید موسیقی و آثار خود با آرسال آن‌ها به‌صورت آنلاین ادامه داد و در نوامبر سال ۲۰۱۲ دومین آلبوم استودیویی خود را تحت عنوان گل‌های گوشت و خون منتشر کرد. وی در ۲۰ فوریهٔ سال ۲۰۱۳ سومین آلبوم خود را تحت عنوان قصیده‌ای برای دان وینر: ترانه‌های عاشقانهٔ مفتضح منتشر نمود.
وی در ۱۰ ژانویهٔ سال ۲۰۱۴ چهارمین آلبوم استودیویی خود را با نام عمارت رصدخانه منتشر کرد. عنوان این آلبوم که حاوی ۹ ترانه بود برگرفته از نام اولین رمان به‌قلم رمان‌نویس انگلیسی ادوارد کری می‌باشد که در سال ۲۰۰۰ منتشر شد. عمارت رصدخانه در سال ۲۰۱۳ ضبط شد و آخرین آلبومی می‌باشد که وی به‌تنهایی نوشت، تهیه و ضبط کرد. وی در ۹ دسامبر سال ۲۰۱۳ یعنی حدود یک ماه قبل از انتشار این آلبوم، بر روی رسانه‌های اجتماعی یک لیست با آهنگ‌های غیر قطعی برای آلبوم بی‌نام و نشانی که داشت بر روی آن کار می‌کرد پست کرده بود — اگرچه که بعدتر مشخص شد این آلبوم همان عمارت رصدخانه بوده‌است اما هفتمین ترانه‌ای که در فهرست از آن به‌عنوان «سرود روحانی برای شهرهای کوچک» نام برده شده بود، در آلبوم قرار نگرفت و این ترانه از آن زمان تاکنون هنوز منتشر نشده‌است.
دالنگنگر تعداد محدودی نسخهٔ فیزیکی از چهار آلبوم اول خود را (در قالب نوار کاست یا سی‌دی-آر) دستی ساخت و قصد فروش آن‌ها را داشت.

### ۲۰۱۵–۲۰۱۶: اری ارگانیزیشن وبازندگان بالفطره
دالنگنگر و موسیقی‌دان کانادایی گرایمز در سال ۲۰۱۵ برای کنسرتی که خواننده-ترانه‌پرداز آمریکایی لانا دل ری در تورنتو داشت به‌عنوان اوپنینگ اکت ظاهر شدند. گرایمز که از طرفداران آثار دالنگنگر نیز است مدتی بعد اعلام کرد که ناشر ضبط خودش را تحت نام اری ارگانیزیشن به وجود خواهد آورد، صرفاً برای کمک به انتشار آلبوم بازندگان بالفطره اثر دالنگنگر، و در این‌باره می‌گفت «شنیده نشدن این موسیقی جنایتی علیهٔ بشریت است». دالنگنگر در اکتبر و نوامبر سال ۲۰۱۵ به‌عنوان یکی از موسیقی‌دانان مکمل در تور دختران گاوچران بدلی گرایمز ظاهر شد.
در مارس سال ۲۰۱۶ ترانه‌ای از وی که «نمازخانه» نام داشت (و بعدها در آلبوم ۲۰۱۸ دالنگنگر تحت عنوان تخت قلبی‌شکل قرار داده شد؛ این آلبوم از سوی ناشر گرایمز اری ارگانیزیشن که نامش به کریستال مث تغییر یافته، منتشر گردیده) در چهاردهمین قسمت ششمین فصل مردگان متحرک به‌نام «دو برابر دورتر» به نمایش در آمد. دالنگنگر از اوت تا سپتامبر سال ۲۰۱۶ تور مشترکی با گروه‌های موسیقی الویس دپرسدلی و تین سوساید در سراسر ایالات متحده برگزار برگزار کرد.

### ۲۰۱۷–۲۰۲۰:تخت قلبی‌شکل، تور و همکاری‌ها
دالنگنگر در فوریهٔ سال ۲۰۱۷ به‌عنوان ساپورت اکت آخرین اجرای گروهٔ موسیقی هاردکور کد اورنج در تور برای همیشه آن‌ها ظاهر شد و در مهٔ همان سال با گروهٔ موسیقی گرایندکور فول او هل در ترانهٔ هم‌نام ال‌پی این گروه که ترامپتینگ اکستازی نام دارد، هم‌کاری کرد.
وی در سال ۲۰۱۸ اعلام نمود ششمین آلبوم استودیویی خود را تحت عنوان تخت قلبی‌شکل منتشر خواهد کرد و در ۳۰ مارس پنج تا از اولین ترانه‌های این آلبوم را تنها بر روی صفحهٔ بندکمپ خود منتشر کرد و در ژوئن همان سال همراه‌با وین.اف‌ام و توئیچینگ تانگز عضو تور واقعیت جدید کد اورنج شد.و بعدها در ۲۶ اکتبر تخت قلبی‌شکل به‌طور کامل منتشر شد و در آن نسخهٔ جدیدی از تک‌آهنگ «نمازخانه» به تهیه‌کنندگی آرتور ریزک قرار داشت.
دالنگنگر در سال ۲۰۲۰ با گروهٔ موسیقی دونفرهٔ ۱۰۰ گکز، کریگ اوونز و فال اوت بوی در ریمیکسی از ترانهٔ «دستی که با کوبه خردشده» از آلبوم ۱۰۰۰ گکز و درخت سرنخ‌ها که نسخهٔ ریمیکس آلبوم ۱۰۰۰ گکز (۲۰۱۹) نیز می‌باشد، همکاری نمود.

### ۲۰۲۱–اکنون:در ماونت ایری ازدواج کردم
دالنگنگر در ۳۱ مارس سال ۲۰۲۱ ترانه تحت نام «بیشه‌زار نجواگر» منتشر کرد. وی در ۴ نوامبر سال ۲۰۲۲ ترانهٔ جدید دیگری با نام «خیال‌باف ساتن طلایی» و چند هفتهٔ بعد «آزاد می‌دوم» را منتشر کرد. و هر سه تک‌آهنگ در نهایت در هفتمین آلبوم استودیویی دالنگنگر تحت عنوان در ماونت ایری ازدواج کردم که در ۶ ژانویهٔ سال ۲۰۲۳ منتشر شد، قرار گرفتند.

## ترانه‌شناسی

### آلبوم‌های استودیویی
| عنوان                                         | اطلاعات آلبوم                                                                                |
| --------------------------------------------- | -------------------------------------------------------------------------------------------- |
| شیر دلمه‌شده                                   | - انتشار: ۱۳ ژوئیهٔ ۲۰۱۲ - ناشر: ناشر–مؤلف - فرمت: دانلود دیجیتال، جاری                       |
| گل‌های گوشت و خون                              | - انتشار: ۲۵ نوامبر ۲۰۱۲ - ناشر: ناشر–مؤلف - فرمت: دانلود دیجیتال، جاری                      |
| قصیده‌ای برای دان وینر: ترانه‌های عاشقانهٔ مفتضح | - انتشار: ۲۰ فوریهٔ ۲۰۱۳ - ناشر: ناشر–مؤلف - فرمت: دانلود دیجیتال، جاری                       |
| عمارت رصدخانه                                 | - انتشار: ۱۰ ژانویهٔ ۲۰۱۴ - ناشر: ناشر–مؤلف - فرمت: دانلود دیجیتال، جاری                      |
| بازندگان بالفطره                              | - انتشار: ۹ اکتبر ۲۰۱۵ - ناشر: اری ارگانیزیشن - فرمت: دانلود دیجیتال، جاری                   |
| تخت قلبی‌شکل                                   | - انتشار: ۲۶ اکتبر ۲۰۱۸ - ناشر:کریستال مث موزیک، اری ارگانیزیشن - فرمت: دانلود دیجیتال، جاری |
| در ماونت ایری ازدواج کردم                     | - انتشار: ۶ ژانویهٔ ۲۰۲۳ - ناشر: ناشر–مؤلف - فرمت: دانلود دیجیتال، جاری                       |

### تک‌آهنگ‌ها
| عنوان                | سال  | آلبوم                     |
| -------------------- | ---- | ------------------------- |
| «نمازخانه»           | ۲۰۱۶ | تک‌آهنگ‌های خارج از آلبوم   |
| «عمارت رصدخانه دوم»  | ۲۰۱۶ | تک‌آهنگ‌های خارج از آلبوم   |
| «لیموناد»            | ۲۰۱۸ | تخت قلبی‌شکل               |
| «بیشه‌زار نجواگر»     | ۲۰۲۱ | در ماونت ایری ازدواج کردم |
| «خیال‌باف ساتن طلایی» | ۲۰۲۲ | در ماونت ایری ازدواج کردم |
| «آزاد می‌دوم»         | ۲۰۲۲ | در ماونت ایری ازدواج کردم |